# Добруджанская армия
Добруджанская армия (рум. Armata de Dobrogea) — оперативное объединение соединений, частей и учреждений Русской императорской армии и Королевской румынской армии в Первой мировой войне.

## История
Армия образована приказом короля Румынии Фердинанда I от 25 августа (8 сентября) 1916 года. Создание её происходило в сложной обстановке, сразу после вступления Румынии в первую мировую войну 14 (27) августа 1916 года. В этот же день в соответствии с союзной русско-румынской конвенцией в пределы Румынии вступил русский 47-й армейский корпус (командующий —  14(27) августа - 15(28) сентября генерал от кавалерии Е. Г. Копылов , с 15(28) сентября генерал от инфантерии А. М. Зайончковский). Корпус имел задачу действовать в Добрудже и поддерживать 3-ю румынскую армию (командующий — дивизионный генерал Михаил Аслан), развернутую на румынско-болгарской границе. Он должен был прикрывать Южную Добруджу в наиболее уязвимом для неприятельского удара месте (стык провинции Добруджа и течения Дуная у Черновод), где противник мог одним ударом разрезать Румынию надвое в её наиболее узком месте. Корпус был слабым, в его состав входили: второочередная 61-я пехотная дивизия генерал-майора П. Н. Симанского; сформированная в России из австро-венгерских военнопленных южнославянского происхождения Сербская добровольческая дивизия полковника Стевана Хаджича; 3-я кавалерийская дивизия генерал-лейтенанта Е. А. Леонтовича;  Черноморский конный полк. Общая численность корпуса на тот момент составляла 44 600 человек, части имели большой недостаток в вооружении, тяжёлой артиллерии не было совсем. Русское командование не имело возможности усилить корпус, поскольку к этому времени части Юго-Западного фронта (которому подчинялся 47-й армейский корпус) понесли тяжёлые потери в Брусиловском прорыве, к тому же ещё продолжались кровопролитные бои под Ковелем.
Между тем, совершенно неожиданно для союзников по Антанте, заблаговременно развернутая вдоль границы и значительно дооснащённая германским тяжёлым вооружением 3-я болгарская армия генерала Стефана Тошева перешла в наступление, штурмом овладела крепостью Тутракан (пленено от 22 до 30 тысяч румын с 162 орудиями) и отбросила 3-ю румынскую армию в Добруджу, где её разбитые части объединились с подошедшим русским 47-м армейским корпусом.. После боёв на болгаро-румынской границе и взятия болгарами Добрича и Силистрии в целях упорядочения управления войсками была создана Добруджанская армия, решение о формировании которой 9 сентября приняла русская Ставка Верховного главнокомандующего по согласованию с румынским королём. Фердинанд I предложил назначить командующим армией имевшего большой боевой опыт русского генерала, поскольку уже убедился в несоответствии своих генералов требованиям современной войны.. Армия была изъята из-под командования румынского генерала Аслана и передана в непосредственное подчинение королю Румынии. В состав армии вошли:
- русский 47-й армейский корпус (его командование осталось за А. М. Зайончковским);
- румынская 3-я армия (5-я, 9-я, 19-я и 15-я пехотные дивизии, 5-я кавалерийская бригада каларашей);
- русская 115-я пехотная дивизия (прибыла из России в конце сентября);
- русская 3-я пехотная дивизия (прибыла из России в середине октября);
- русская 30-я пехотная дивизия (прибыла из России в конце сентября).

К 13 сентября под давлением болгар Зайончковский отвел армию на Конадинскую позицию.. Развернувшись на линии Разово-Кобадин-Тузла, 3айончковский 14 сентября встречным ударом у Кокаджи остановил продвижение 3-й болгарской армии, а 17 сентября отбил контратаку противника. 20 сентября армия была подчинена генералу А. Авереску. Во второй половине сентября на фронте наступило затишье, и войска армии были усилены 30-й пехотной дивизией (составившей вместе с 3-й кавалерийской дивизией 6-й конный корпус генерал-лейтенанта Е. А. Леонтовича), а также 115-й пехотной дивизией.
Германское командование, убедившись в слабости противостоящих ему в Добрудже русско-румынских войск, решило развить успех на этом направлении. Хотя оно и расценивало операцию в Добрудже как отвлекающую русско-румынские войска от Трансильвании, где планировалось разгромить главные силы румынской армии, но тем не менее приняло спешные меры к усилению своих войск на этом участке. 3-я болгарская армия была усилена турецким армейским корпусом, германскими артиллерийскими (до 270 орудия, включая тяжёлую артиллерию) и пехотными частями (60 тысяч болгар, 12 тысяч турок, 8 тысяч немцев). Главнокомандующим этими войсками был назначен германский генерал-фельдмаршал Август фон Макензен. Ему противостояли 54 тысячи русских и румынских войск.
6 октября Макензен перешёл в наступление и нанёс Добруджанской армии тяжёлое поражение у Копадина, нанеся главный удар не по русским, а по румынским позициям. Ввиду слабого сопротивления румынских войск, временами переходящего в паническое бегство, были вынуждены отходить и русские войска. 9 (22) октября немцами был завершён прорыв Копадинской позиции, 10 (23) октября ими взята Констанца, 11 (24) октября — Чернаводэ и Меджидия.
В такой обстановке русское командование без согласования с румынским командованием отстранило от должности генерала А. М. Зайончковского, а все подчинённые ему русские войска передало вновь созданной Дунайской армии генерала от кавалерии В. В. Сахарова, подчинявшейся непосредственно русскому главному командованию.

## Командующий
- 08.1916-09.1916 - генерал от кавалерии Копылов, Евгений Григорьевич
- 09.1916—10.1916 — генерал от инфантерии Зайончковский, Андрей Медардович[10]